# Sphinx chisoya
Sphinx chisoya är en fjärilsart som beskrevs av William Schaus 1932. Sphinx chisoya ingår i släktet Sphinx och familjen svärmare. Inga underarter finns listade i Catalogue of Life.